# 方萬策
方萬策（1557年—？），字元忠，號鍾華，福建莆田縣人，民籍，明朝政治人物。

## 生平
萬曆十年（1582年）壬午科福建鄉試第八十二名。萬曆十一年（1583年）聯捷癸未科第三甲第九名進士。工部觀政，本年授行人，十六年选任雲南道監察御史，本年差屯田印馬。萬曆十六年（1588年），與給事中陳尚象、吳文梓、楊文煥，御史崔景榮等彈劾太監張鯨。萬曆十七年（1589年）二月，方萬策又與江西道御史林可成等人，交章彈劾吏部侍郎徐顯卿，導致其致仕。十八年升浙江佥事，十九年丁憂。二十三年補官貴州僉事。二十六年升貴州參議，二十七年調廣東參議。

## 家族
曾祖父方熊，曾任監生；祖父方子春；父親方鍪。前母陳氏；母彭氏。慈侍下。兄方鲲（贡士）、方萬有（工科给事中）、方山、方岳（听选官）、方继曾（贡士）、方萬育，弟萬仞。